# رمزگشایی از اطلاعات عصبی

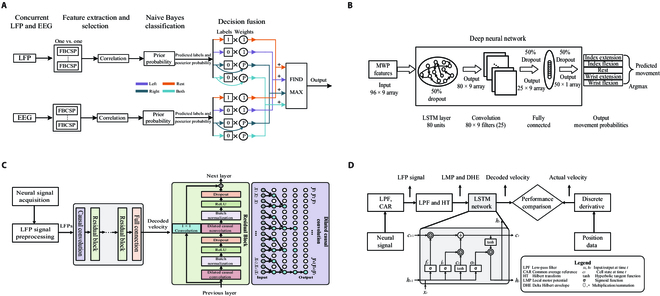
فرایند رمزگشایی از اطلاعات عصبی

رمزگشایی از اطلاعات عصبی یکی از حوزه هایی است که در علوم اعصاب به آن پرداخته میشود. هدف آن است که از اطلاعاتی که توسط شبکه ای از اعصاب در مغز و پس از گذشتن از لایه های کورتکس ساخته شده اطلاعات حسی اولیه بازیابی گردد. در صورتی که رمزگشایی موفق باشد الگوریتم توانایی این را خواهد داشت که فقط بر مبنای پاسخ عصبی ضبط شده از یک ناحیه ی خاص اطلاعات حسی اولیه را بازسازی کند. بنابراین هرف نهایی چنین رمزگشایی این خواهد بود که از روی پتانسیل های عمل الگو و چگونگی فعالیت الکتریکی سلول های عصبی و نحوه ی فعالیت و پاسخ در مغز در نواحی مختلف شناسایی گردد.